# 1054 Forsytia
Forsytia (asteróide 1054) é um asteróide da cintura principal com um diâmetro de 45,47 quilómetros, a 2,5116293 UA. Possui uma excentricidade de 0,1395493 e um período orbital de 1 821,54 dias (4,99 anos).
Forsytia tem uma velocidade orbital média de 17,43323382 km/s e uma inclinação de 10,86398º.
Esse asteróide foi descoberto em 20 de Novembro de 1925 por Karl Reinmuth.